# 바이런 도건
바이런 레즐리 도건(영어: Byron Leslie Dorgan, 1942년 5월 14일~)은 미국의 정치인이다. 민주당 소속으로 노스다코타주 연방 상원의원으로 재직하였다.
노스다코타 대학교를 거쳐 덴버 대학교에서 경영학을 전공했다. 덴버의 기업체에서 일하다 노스다코타주로 돌아와 주정부에서 조세 업무를 담당했다. 1980년 민주당의 노스다코타주 제휴 정당인 노스다코타 민주 비당파연합당 후보로 연방 하원의원 선거에 출마, 당선되어 1981년부터 하원의원으로 재직했다. 1992년 주 대표 연방 상원의원의 사망으로 치러진 보궐 선거에 출마, 당선되어 상원으로 자리를 옮겼다. 1998년·2004년 재선되었다. 1999년 상원에서 민주당 의원을 대표하여 민주당 정책위원회 의장으로 선출되었고, 2007년 인디언사무위원회 위원장이 되었다. 주로 에너지·농업·무역 분야에서 활동하며, 2009년 회기부터 세출위원회·상공과학교통위원회·동력자원위원회·인디언사무위원회에 속해 있다. 상원의 중진 의원이자 중도파를 대표하는 의원으로 활발한 활동을 해왔으나, 2010년 1월 5일에 11월로 예정된 선거에 출마하지 않을 것이라고 발표했다. 이에 따라 그는 2011년 1월 3일 임기 종료와 함께 은퇴하였다

## 역대 선거 결과
| 선거명      | 직책명                           | 대수  | 정당   | 득표율 | 득표수    | 결과 | 당락                       |
| ----------- | -------------------------------- | ----- | ------ | ------ | --------- | ---- | -------------------------- |
| 1972년 선거 | 노스다코타 조세감독관            | 18대  | 무소속 | 67.24% | 161,011표 | 1위  | 노스다코타 조세감독관 당선 |
| 1974년 선거 | 하원의원 (노스다코타 광역선거구) | 94대  | 민주당 | 44.29% | 103,504표 | 2위  | 낙선                       |
| 1976년 선거 | 노스다코타 조세감독관            | 18대  | 무소속 | 79.28% | 210,311표 | 1위  | 노스다코타 조세감독관 당선 |
| 1980년 선거 | 하원의원 (노스다코타 광역선거구) | 97대  | 민주당 | 56.79% | 166,437표 | 1위  | 노스다코타주 하원의원 당선 |
| 1982년 선거 | 하원의원 (노스다코타 광역선거구) | 98대  | 민주당 | 71.61% | 186,534표 | 1위  | 노스다코타주 하원의원 당선 |
| 1984년 선거 | 하원의원 (노스다코타 광역선거구) | 99대  | 민주당 | 78.70% | 242,968표 | 1위  | 노스다코타주 하원의원 당선 |
| 1986년 선거 | 하원의원 (노스다코타 광역선거구) | 100대 | 민주당 | 75.52% | 216,258표 | 1위  | 노스다코타주 하원의원 당선 |
| 1988년 선거 | 하원의원 (노스다코타 광역선거구) | 101대 | 민주당 | 70.87% | 212,583표 | 1위  | 노스다코타주 하원의원 당선 |
| 1990년 선거 | 하원의원 (노스다코타 광역선거구) | 102대 | 민주당 | 65.19% | 152,530표 | 1위  | 노스다코타주 하원의원 당선 |
| 1992년 선거 | 상원의원 (노스다코타 제3부)      | 103대 | 민주당 | 59.00% | 179,347표 | 1위  | 노스다코타주 상원의원 당선 |
| 1998년 선거 | 상원의원 (노스다코타 제3부)      | 106대 | 민주당 | 63.16% | 134,747표 | 1위  | 노스다코타주 상원의원 당선 |
| 2004년 선거 | 상원의원 (노스다코타 제3부)      | 109대 | 민주당 | 68.28% | 212,143표 | 1위  | 노스다코타주 상원의원 당선 |